# Josué Martínez
Josué Martínez Areas (né le 25 mars 1990 à San José (Costa Rica)) est un footballeur international costaricien jouant au poste d'attaquant à l'Antigua GFC.

## Biographie
Il signe le 7 décembre 2011 avec la MLS pour rejoindre le Union de Philadelphie.